# Alexandrupoli
Alexandrupoli (řecky Αλεξανδρούπολη) je přístavní město na severovýchodním pobřeží Egejského moře, ležící v řecké části Thrákie; hlavní město prefektury Evros. Podle sčítání obyvatel tu k roku 2011 žilo přes 57 000 obyvatel. Představuje jeden z nejdůležitějších dopravních uzlů Řecka, neboť se tu kříží silniční, železniční, letecká i námořní doprava.
Do roku 1920 se město nazývalo Dedeağaç (turecky), resp. Dedeagač (bulharsky Дедеагач).

## Historie

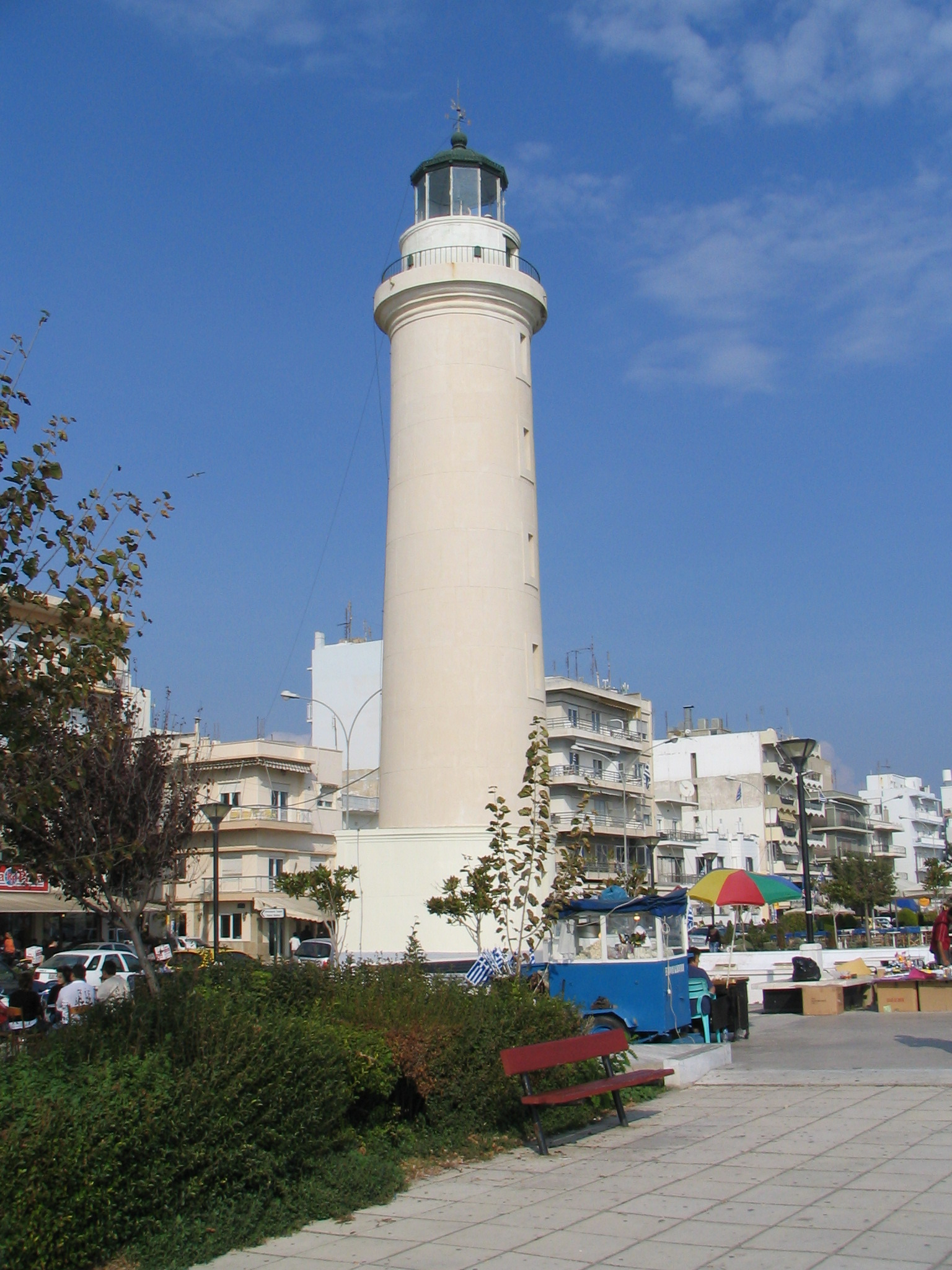
Alexandrupolský maják z roku 1880, symbol města

Okolní oblast sice oplývá bohatou historií – stálo tu starověké město Salé, o němž se zmiňuje Hérodotos, a nedaleko odsud i Messembria, římská Traianopolis a byzantská Bera – Alexandrupoli se nicméně řadí k nejmladším městům v Řecku. Bylo založeno teprve roku 1875, v době Osmanské říše, a to jako malá rybářská vesnice, jejíž počet obyvatel se ovšem rychle zvětšoval, zvlášť v důsledku přivedení železnice z vnitrozemského města Mustafapaşa (Svilengrad). 
V roce 1913 během 2. balkánské války se Dedeagač ocitl na krátkou dobu ocitl pod řeckou správou, avšak na základě Bukurešťského míru připadlo město Bulharsku, které na několik let drželo přilehlé pobřeží západní (egejské) Thrákie a mělo tak přístup k Egejskému moři. V roce 1919 připadl Dedeagač v důsledku neuillyské mírové smlouvy po skončení 1. sv. války definitivně Řecku, neboť Bulharsko stálo na straně poražených mocností Trojspolku. O něco později byl Dedeağaç přejmenován na Alexandrupoli na počest řeckého krále Alexandra I. (1917–1920). Zároveň byli odsud vyhnáni Turci a Bulhaři (Pomaci), naopak sem přišli řečtí vyhnanci z turecké Malé Asie. Od té doby se již město vyvíjelo v rámci řeckého státu; s výjimkou let 2. sv. války, kdy od dubna 1941 do listopadu 1944 nad Alexandrupoli i celou egejskou Thrákií opět vládlo Bulharsko.

### Současnost
Alexandrupoli je rychle se rozvíjející moderní město s promyšlenou urbanizací. Za zmínku stojí moderní mezinárodní přístav, dálniční tah (Egnatia odos) a železniční spojení s významnými městy, díky kterému má Alexandrupoli vynikající předpoklady stát se obchodním centrem.
Ve městě fungují 4 ústavy Démokritovy univerzity, mezi nimiž vyniká lékařská fakulta, která sídlí v budově největší a nejmodernější nemocnice na Balkáně.
Mezi památky města patří maják, církevní muzeum a několik neoklacistních budov. 14. května se slaví osvobození města.

## Partnerská města
- Burgas, Bulharsko